# De barmhartige Samaritaan (Uithoorn)
De barmhartige Samaritaan in Uithoorn is een monument ter nagedachtenis aan verleende hulp na de Tweede Wereldoorlog.

## Achtergrond
De gemeente Uithoorn  werd in 1945 door het Nederlands Volksherstel aangewezen als adoptiegemeente voor Vierlingsbeek dat grotendeels was verwoest. Ook Haarlemmermeer, Haarlemmerliede-Spaarnwoude, Nieuwer-Amstel (nu Amstelveen) en Ouder-Amstel verleenden steun.
Als dank voor de hulp werd door Vierlingsbeek een gedenktegel aan de hulp biedende gemeenten aangeboden. Deze werd gemaakt door de beeldhouwer Piet Peters, die zijn eigen sieraardewerkbedrijf had. De tegel werd geplaatst aan de gevel van het raadhuis in Uithoorn. Het werk verwijst naar de gelijkenis van de barmhartige Samaritaan.

## Beschrijving
De gebakken plaquette toont in reliëf twee mannenfiguren, waarbij de een van zijn ezel is gestapt om de ander te ondersteunen. In de rechterbovenhoek is het wapen van Vierlingsbeek geplaatst, linksonder het wapen van Uithoorn. Op de achtergrond zijn verwoeste huizen te zien. Bovenaan is een banderol geplaatst met de tekst 

ALS DANK VOOR UWE HULP IN ONZE NOOD VAN OORLOGSGETROFFENEN